# توتیلا
توتیلا (انگلیسی: Totila؛ درگذشت ۱ ژوئیه ۵۵۲) پادشاه پادشاهی استروگتیک با نام اصلی بادوئیلا فرمانده نظامی و رهبر سیاسی بود او توانست بسیاری از سرزمین‌های متصرفی امپراتوری بیزانس در ایتالیا را پس بگیرد و به این جهت از فرماندهان شاخص جنگ گوتی به‌شمار می‌رود
توتیلا یکی از خویشاوندان تئودیس، حامل شمشیر تئودوریک بزرگ و پادشاه ویزیگوت‌ها بود در پاییز سال ۵۴۱ پس از آنکه پادشاه ویتگیز زندانی را به قسطنطنیه منتقل کردند، توسط اشراف اوستروگتیک به پادشاهی انتخاب شد. توتیلا خود را به عنوان یک رهبر نظامی و سیاسی ثابت کرد و با آزاد کردن بردگان و توزیع زمین به دهقانان، از حمایت طبقات پایین برخوردار شد. توتیلا پس از دفاع موفقیت‌آمیز در ورونا، در نبرد فاونتیا در سال ۵۴۲ میلادی ارتش از لحاظ عددی برتر دشمن را تعقیب و شکست داد. توتیلا این پیروزی‌ها را با شکست رومی‌ها در خارج از فلورانس و گرفتن ناپل ادامه داد. در سال ۵۴۳، با جنگ در خشکی و دریا، بخش عمده ای از قلمرو ازدست داده را دوباره بدست آورده بود. در همین ایام توتیلا در نامه‌ای با یادآوری وفاداری رومیان به سلف خود تئودوریک بزرگ، مراتب را به مجلس سنا یادآور شد. در بهار سال ۵۴۴، امپراتور روم شرقی ژوستینین اول ژنرال خود بلیساروس را برای حمله به ایتالیا فرستاد، اما توتیلا در سال ۵۴۶ رم را از بلسیساریوس گرفت و پس از یک سال محاصره شهر را فتح کرد. هنگامی که توتیلا برای جنگ با بیزانس‌ها در لوکانیا، جنوب ناپل، رفت، بلساریوس رم را دوباره تصرف کرد و استحکامات خود را دوباره ساخت
پس از آنکه بلسیاریوس در سال ۵۴۹ میلادی به قسطنطنیه بازگشت، توتیلا پس از بازگشت رم ، کنترل ایتالیا و سیسیل را به دست گرفت. در اواخر سال ۵۵۰، توتیلا همه جز راونا و چهار شهر ساحلی را پس گرفته بود. در سال بعد، ژوستینین ژنرال خود نارس را با نیروی متشکل از۳۵۰۰۰ لمبارد، گپیدها و هرولی به ایتالیا فرستاد. در نبرد تاگینه به عنوان یک جنگ سرنوشت ساز در تابستان سال ۵۵۲، در نزدیکی فامبریانو امروزی، ارتش گوتیک شکست خورد، و توتیلا زخمی شد. توتیلا با تیا جانشین شد، که بعدها در نبرد مونس لاکتاریوس درگذشت تا سال ۵۶۲، بیزانس‌ها کنترل کل کشور را در دست گرفته بودند. این کشور چنان پس از جنگ ویران شد که بازگشت به زندگی عادی غیرممکن شد و تنها سه سال پس از مرگ ژوستینین در سال ۵۶۵ میلادی، اکثر کشورها توسط لمباردها فتح شد.

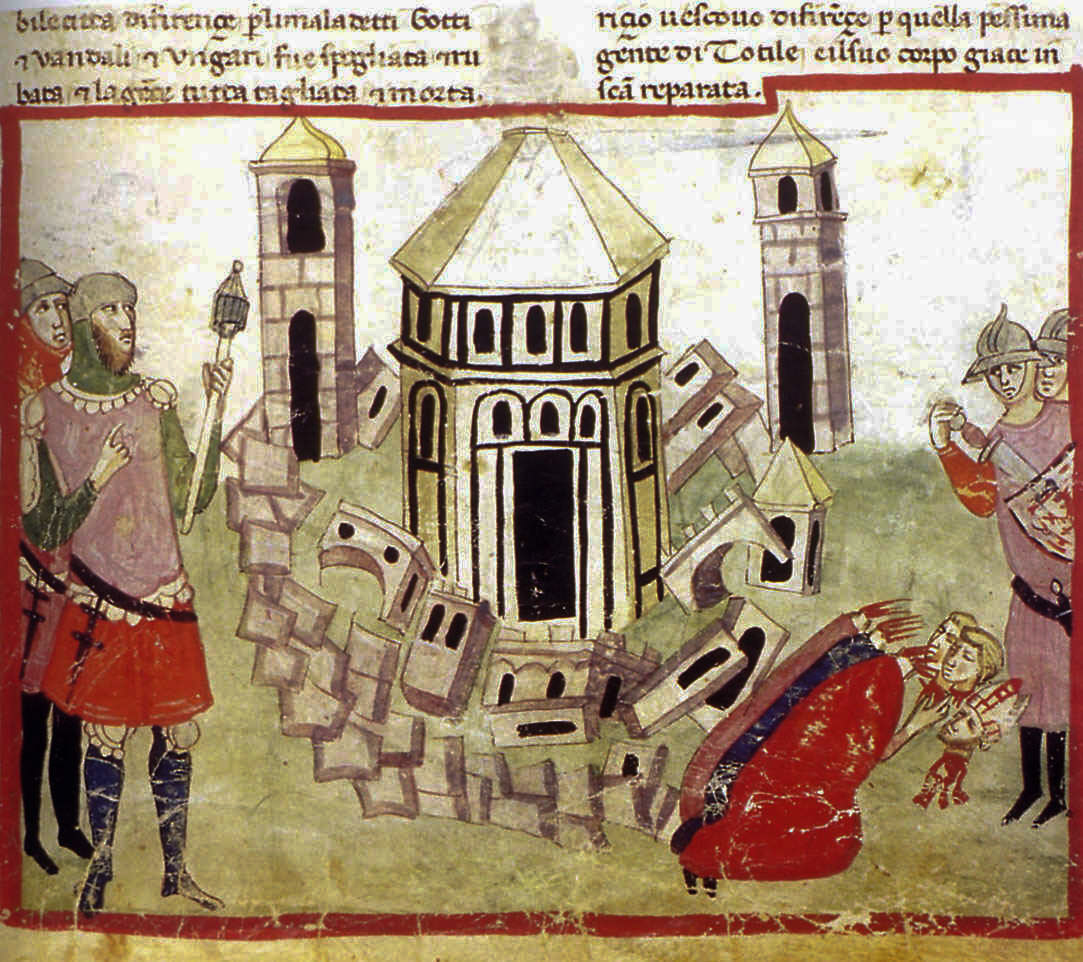
توتیلا بر کنار فلورانس'

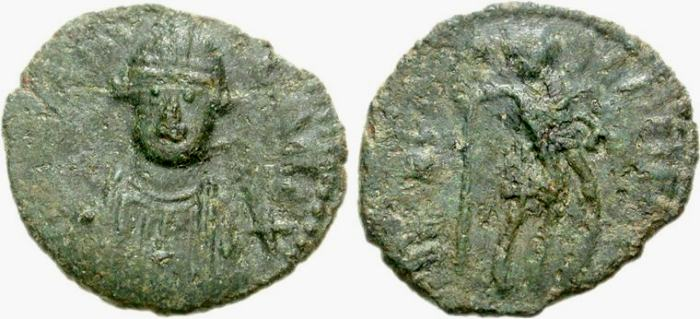
decanummium سکه ای مربوط به آن دوران.